# Voyage dans les quatre principales îles des mers d'Afrique
Voyage dans les quatre principales îles des mers d'Afrique est une relation écrite par Jean-Baptiste Bory de Saint-Vincent au début du XIXe siècle du voyage qu'il fit jusque dans les Mascareignes dans le cadre de l'expédition Baudin partie du Havre pour la Nouvelle-Hollande en octobre 1800.
D'après Bory de Saint-Vincent, « l'agriculture, l'histoire naturelle, un peu de géographie et des considérations commerciales, remplissent presque tout le fond » de son ouvrage, qu'il dédie au général Mathieu Dumas. Il cite par ailleurs dans son avis au lecteur le jeune Léon Dufour, auquel il prédit un grand avenir de naturaliste et envers lequel il se montre reconnaissant d'avoir surveillé l'impression de son document alors qu'il était aux armées. Celle-ci intervient en 1804 près de deux ans après l'écriture de l'ouvrage, qui fut faite sur le terrain lui-même. L'auteur explique ce retard par son aversion pour l'utilisation de la première personne du singulier.
Le voyage en lui-même l'occupa à plusieurs tâches pour lesquelles il y avait d'abord des personnes commises qui ne purent pas assumer leur poste. En outre, il n'avait que très peu de bagages avec lui. Aussi, son ouvrage final ne comporte pas les références aux grands auteurs qu'une bibliothèque et plus de temps libre auraient permis à Bory de Saint-Vincent de livrer. Dès lors, il indique dans son avis au lecteur qu'il accepte que l'on change les noms qu'il a donnés aux espèces qu'il a décrites en pensant être le premier, à l'exception des genres Hubertia et Aubertia, qui distinguent des personnes tellement respectables qu'il insiste pour être le premier à les honorer de la sorte.
Le premier chapitre s'intéresse à la traversée jusqu'aux îles Canaries tandis que le deuxième traite du séjour de l'expédition à Tenerife et propose notamment quelques développements sur les Guanches. Les deux suivants décrivent la traversée jusqu'au franchissement de l'équateur et jusqu'à l'accostage de l'île de France, respectivement. Ils fournissent des détails sur les espèces marines pêchées par l'équipage, que celles-ci soient consommées ou fournies au narrateur pour qu'il les étudie et les décrive si nécessaire.